# Joadis mesai
Joadis mesai är en insektsart som beskrevs av Carina Marciela Mews och Carlos Frankl Sperber 2009. Joadis mesai ingår i släktet Joadis och familjen syrsor. Inga underarter finns listade i Catalogue of Life.